# Godsvrouw van Amon
Godsvrouw van Amon (Egyptisch: ḥm.t nṯr n ỉmn) was in het oude Egypte de titel van de opperpriesteres in de Amoncultus met centrum in Thebe, de belangrijkste stad gedurende het 2e millennium v.Chr. (circa 2160 v.C.). Dit ambt had evenzeer politieke als religieuze betekenis, omdat die twee sferen in het Oude Egypte zeer nauw met elkaar waren verbonden. Dagelijkse contacten tussen opperpriesteres en farao waren een noodzaak, aangezien beiden de tempelrituelen samen uitvoerden en de orakels interpreteerden. De opperpriesteres was dan ook zelf een vrouw van het hof.
Aan het eind van de 18e dynastie van Egypte bleef de functie open. Ze werd als machtige positie pas in de 20e dynastie van Egypte opnieuw ononderbroken ingevuld tot 525 v.Chr., toen het Perzische Rijk met zijn aanvallen tegen de inheemse heersers van de 26e dynastie van Egypte begon.

## Geschiedenis van het ambt van opperpriesteres
Als titel godsvrouw van Amon treffen we de eerste historische indicaties van het ambt van opperpriesteres gedurende de 10e en de 12e dynastie van Egypte aan. Toen behoorde deze positie met daaraan gekoppelde titel aan niet-koninklijke vrouwen toe, zoals degenen die als priesteres de oude god Min dienden, en Ptah, alsook Amon. Op het moment dat deze laatste cultus aan belang tegenover de andere cultussen inwon, werd het verstevigen van de banden met de politieke heersers noodzakelijk.

### Opkomst en verval gedurende de achttiende dynastie

#### Voorgeschiedenis
Aan het begin van het Nieuwe Rijk werd het de gewoonte deze titel aan vrouwen van het hof toe te kennen (meestal de echtgenote van de farao zelf, maar soms ook zijn moeder), omdat men inzag welke extreem grote macht en prestige daaraan verbonden waren. Het Nieuwe Rijk nam een aanvang in 1550 v.Chr. met de 18e dynastie van Egypte. Het ging om de heersers die de Hyksos uit Egypte verjoegen. Ze kwamen uit Thebe, waarvan zij toen ook de voornaamste Egyptische stad maakten. Zij projecteerden de eer voor hun overwinning op de kracht van hun lokale godheid Amon, en diens cultus werd toen ook van nationaal belang. Daarna evolueerden de rituelen en mythen sprongsgewijs.
De titel godsvrouw van Amon verwees nu uitdrukkelijk naar de goddelijke afkomst van de farao, die volgens de mythe zijn conceptie aan deze god had te danken. Al was de functie op zich sacraal, ze werd aangewend als een politiek middel om de heersende Egyptische farao van een status van "koninklijke autoriteit over de Thebaanse regio en het machtige priesterschap van Amon" aldaar te verzekeren.
De koninklijke afstammingslijn liep via de vrouwen, en de heersers en de religieuze instellingen waren daarmee onvoorstelbaar nauw verweven, met tradities die over een periode van drieduizend jaar zeer stabiel zijn gebleven. Men verkoos toen deze titel tegenover die van Grote koninklijke vrouw, die aan de koningin toebehoorde met wie de farao trouwde, en die de tempel leidde. Deze nieuwe titel liet uitschijnen dat farao zelf van geboorte een halfgod was. Daarvoor werd hij pas als goddelijk beschouwd na zijn dood.

#### Koninklijke draagsters van de titel

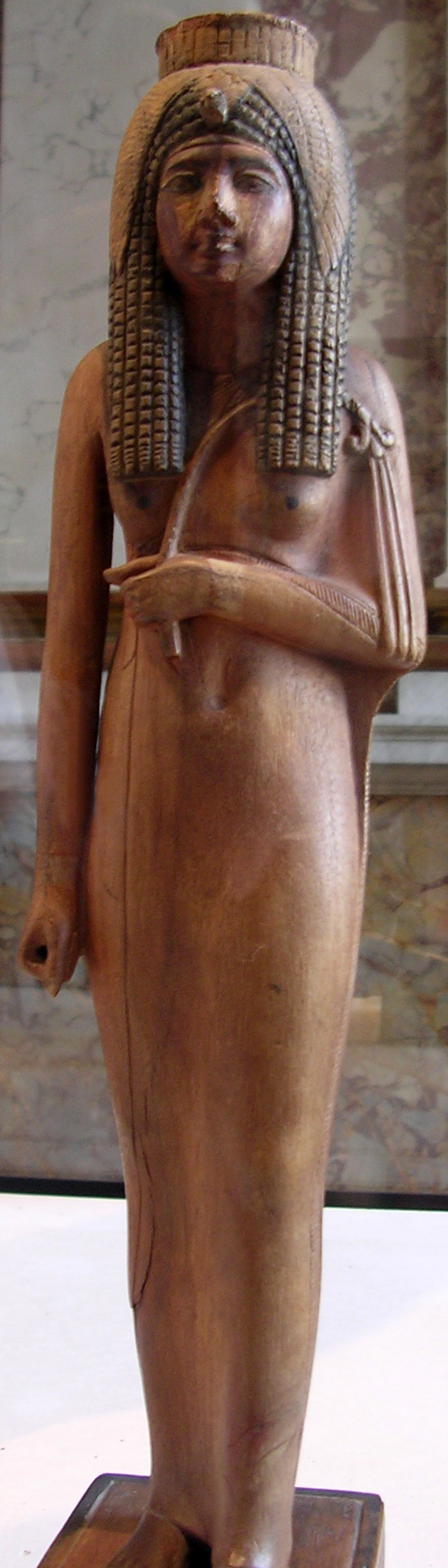
Ahmose-Nefertari.

De eerste koninklijke vrouw die draagster werd van de titel (die niet moet verward worden met die van Godsvrouw) was koningin Ahmose-Nefertari, de eega van Ahmose I. Deze gebeurtenis staat vermeld op de stele in de tempel van Amon in Karnak. Haar rol was die van het voorname priesterambt in de Tempel van Amon in Thebe. Met het ambt gaf Ahmose-Nefertari ook de titel door aan haar dochter Ahmose-Meritamon, die hem op haar beurt aan Hatsjepsut doorgaf, die de titel voerde tot zij zelf de troon als farao besteeg. Hatsjepsut gaf de titel door aan haar dochter Neferoere.
Zowel Ahmose-Nefertari als Hatsjepsut gebruikten soms de titel als alternatief voor die van "Eerste Koninklijke Vrouwe", waaruit blijkt hoezeer zij zich bewust waren van het belang van deze functie en van de koppeling ervan aan het koninklijk ambt.
In de Rode Kapel van Hatsjepsut te Karnak staan scènes afgebeeld waar de Godsvrouw van Amon (haar dochter) is te zien in aanwezigheid van een mannelijk priester, die een ritueel of ceremonie ondergaat, die bedoeld lijkt om de namen van vijanden te annihileren. Op andere scènes elders ziet men de Godsvrouw van Amon de goden vereren, waar zij zich in het heilig meer zuivert en met de koning naar het heiligdom trekt. Men leidt hier opnieuw het belang van de functie uit af, maar vindt weinig aanknopingspunten met de concrete taken die ermee gepaard gingen.
Hatsjepsut was de dochter van Ahmose en Thoetmosis I, en toen die stierf huwde zij de jongeling Thoetmosis II, een jongere halfbroer, van een andere moeder, lager in rang dan de hare. In feite regeerde zij toen reeds als co-regent van de jongen, en oefende daarmee een grote invloed op de staatszaken uit. Haar dochter Neferoere kreeg daarop de titel van Godsvrouw van Amon toegewezen.
Ook na de dood van Thoetmosis II, toen zij als regente van de knaap Thoetmosis III werd aangesteld, die eveneens van een andere moeder van lagere rang was bleef haar dochter de titel waarnemen, en spoedig daarna liet Hatsjepsut zichzelf tot farao kronen.
Terwijl Hatsjepsoet het faraoschap waarnam fungeerde dochter Neferoere als koningin in het openbaar leven. Daar bestaan heel wat verwijzingen naar. Zo kreeg zij als titel Vrouwe van Opper- en Beneden-Egypte, Meesteres van de Landen, naast die van Godsvrouw van Amon, de titel die Hatsjepsoet zelf had moeten opgeven om farao te kunnen worden.
Na een tweeëntwintigjarig bewind overleed Hatsjepsut, en toen werd Thoetmosis III farao.

#### Tijdelijke afwijking van de lineariteit
Nadat Thoetmosis III farao werd, wijken de optekeningen die de titelhouders Godsvrouw van Amon weergeven af van het gewone patroon, mogelijk in verband met de afstammingslijn. Na Neferoere meldt de lijst Iset, moeder van Thoetmosis III, maar het lijkt vrijwel onwaarschijnlijk dat zij het ambt uitoefende. Ze zou de titel postuum hebben gekregen.
Daarna komt Satiah, een tweede vrouw van Thoetmosis III aan het begin van zijn bewindsperiode. Ze was de dochter van de Goddelijke aanbidster van Amon, Huy. Vervolgens komt Meritamen, dochter van Merytre-Hatshepsut en Thoetmosis III, en zus van de oudste troonopvolger. Na al de schijnbare anomalieën gedurende zijn lange bewindsperiode, leek men met de dochter van Thoetmosis III terug op de traditie aan te sluiten.
Het lijkt Amenhotep II te zijn geweest, die pogingen ondernam om de optekeningen van het bewind van Hatsjepsut uit te wissen, toen zijn vader al oud was en hij ging daarmee door toen hij zelf farao was geworden. Veel van haar verwezenlijkingen zette hij op zijn eigen naam, maar ging daarbij onzorgvuldig te werk.
Hij was ook degene die de traditie probeerde te doorbreken door te verhinderen dat de namen van 'zijn vrouwen' werden opgetekend. Hij introduceerde vrouwen die niet uit de koninklijke lineariteit kwamen, maar vruchteloos, omdat zijn reeds aangeduide opvolger over het hoofd werd gezien. Na zijn dood, geschat ergens rond 1400 v.Chr., werd Thoetmosis IV als volgende farao uitverkozen.

#### Inperking van macht en gezag
De macht en het gezag van het ambt van hogepriesteres was al danig gekortwiekt door Amenhotep II. Het zou kunnen dat hij een ambt van Godsvrouw van Amon zelfs afwees, tenzij het zijn zuster, Meritamen was. De opvolgster was Tiaa. Deze naam komt ook voor als de faraovrouw die Thoetmosis IV baarde. Mogelijk was het later onder haar zoon dat zij de titel officieel kreeg toegekend. Zij kreeg ook nog andere titels. Maar de dochter van Thoetmosis IV werd ook Tiaa genoemd.

#### De titel in onbruik

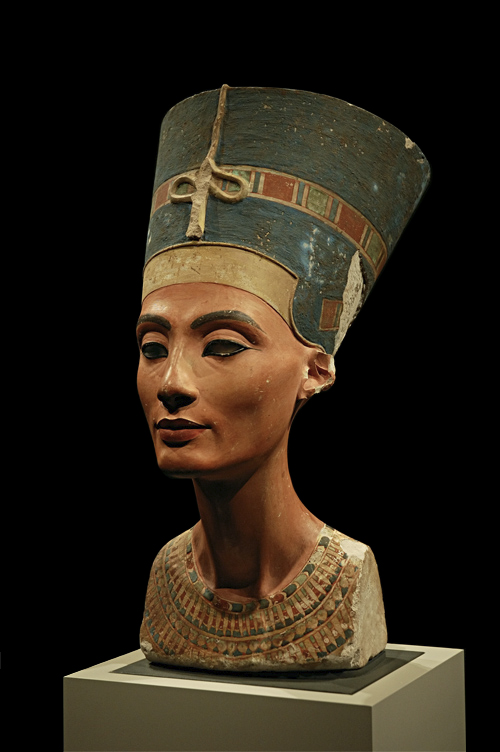
De beroemde buste van Nefertiti (Neues Museum, Berlijn).

Door veranderingen in de religieuze regelingen later onder deze dynastie raakte de titel van Godsvrouw van Amon in onbruik. Aanvankelijk volgde farao Amenhotep IV, die vanaf 1353 of 1351 v.Chr. regeerde, de religieuze tradities nog zoals ze waren. Maar al spoedig stichtte hij een andere cultus, waarin Aton werd vereerd, die monotheïstisch was opgevat. Daardoor werd de verering van de andere godheden onderdrukt. Deze farao veranderde ook zijn naam in Achnaton en verhuisde het hof naar een nieuwe hoofdstad die hij liet bouwen, Achetaton, Einder van Aton, op de site die thans als Amarna bekendstaat. Hij en de koninklijke vrouw Nefertiti (die hij als co-regent behandelde) werden tussenpersonen tussen Aton en het volk. De cultus van Amon werd speciaal voor uitroeiing geviseerd en veel tempels daarvan werden weggevaagd. Er werden ook geen godenbeelden meer getolereerd. Aton werd De Aton, enkel nog voorgesteld als een zonneschijf. Religieuze riten werden voortaan in open lucht gehouden.
Na de dood van Achnaton, circa 1336 v.Chr., duurde het niet lang of de traditionele religieuze gewoonten kwamen opnieuw op gang. Toetanchamon begon officieel zijn bewind als kind van negen onder de naam Toetanchaten. Sommigen zijn van mening dat hij een zoon van Achnaton was bij een mindere vrouw. Maar tijdens zijn bewind werd de naam aangepast, weg van de vaderlijke godheid, die vervangen werd door amon. Dit markeerde de ommekeer in de traditie terug naar Thebe, dat ook weer de hoofdstad werd.
De laatste farao in de rij van de achttiende dynastie, Horemheb (1320-1292 v.Chr.), herstelde het priesterschap van Amon, maar nam maatregelen om te voorkomen dat zij opnieuw de machtige positie zouden innemen die er voor Achnaton heerste. Horembheb liet het leger herorganiseren en aan de koninklijke macht koppelen. De priesteressen en priesters van Amon werden benoemd door de hoogste rangen van het leger.

### Heropleving vanaf de twintigste tot de zesentwintigste dynastie
De titel van Godsvrouw van Amon kwam terug in voege tijdens de 20e dynastie van Egypte, toen Ramses VI (1145-1137 v.Chr.) dit ambt samen met de titel Goddelijke aanbidster van Amon aan zijn dochter, Aset toewees. Daardoor werd de traditie in ere hersteld. Daarbij hoorde iedere opvolgster "een farao's dochter te zijn die ongehuwd en maagd bleef. Om in de koninklijke opvolgingslijn te blijven moest zij de dochter van de volgende koning als opvolgster adopteren."
De macht van het priesterambt van godsvrouw van Amon herrees tot op het politieke niveau tijdens het derde tussenperiode van Egypte, toen eerst Shepenupet I, Osorkon III's dochter werd benoemd op deze post in Thebe. De Koesjitische koning Kashta benoemde op zijn beurt zijn dochter Amenirdis als opvolgster. De hoge status van dit ambt wordt duidelijk aan de hand van het graf van Amenirdis in Medinet Haboe.
Later zou koning Psamtik I van de 26e dynastie van Egypte het land met geweld onder zijn gezag herenigen. Dat gebeurde in maart 656 v.Chr. Daarbij werd de Godsvrouw van Amon uit die tijd, Sjepenoepet II, dochter van Piye, gedwongen om zijn eigen dochter Nitokris als kandidaat-opvolgster te adopteren voor deze positie.
Het ambt bleef nog bestaan tot 525 v.Chr. onder de opvolgster van Nitokris, Ankhnesneferibre, toen het Perzische Rijk Egypte binnenviel, de laatst heersende farao Psamtik III (526–525 v.Chr.) omverwierp en diens dochter tot slavin maakte.
Daarna verdwijnt het machtige ambt met de titel van godsvrouw van Amon van het geschiedenistoneel.

## Koninklijke vrouwen in het ambt vanGodsvrouw van Amon
De bekleedsters van het ambt vanaf de 10e tot de 12e dynastie worden hier niet mee vermeld, aangezien zij geen vrouwen van de koninklijke afstammingslijn waren.
- Ahhotep I - vrouw van Seqenenre Tao II en moeder van Ahmose, de titel godsvrouw staat enkel op haar sarcofaag, zij was de eerste titelhoudster
- Ahmose-Nefertari - dochter van Seqenenre Tao II en zuster-vrouw van Ahmose - eerst bekende koninklijke vrouw die het ambt uitoefende
- Sitkamose - waarschijnlijk een dochter van Kamose, mogelijk enkel postuum godsvrouw geworden
- Ahmose-Meritamon - dochter van Ahmose en zuster-gemalin van Amenhotep I
- (Ahmose-)Sitamun - dochter van Ahmose, gerepresenteerd als kolossaal standbeeld voor de achtste pyloon in Karnak
- Hatshepsut - dochter van Thoetmoses I en koningin Ahmose, kreeg de titel van goddelijk aanbidster van Amon ook, werd farao
- Neferoere - dochter van Thoetmoses II en koningin-farao Hatsjepsut, mogelijk eerste koninklijke vrouwe van Thoetmoses III
- Iset - moeder van Thoetmoses III, kreeg de titel van godsvrouw na haar dood
- Satiah - volgende vrouw van Thoetmoses III in de aanvangstijd van zijn bewind
- Merytre-Hatshepsut - volgende vrouw van Thoetmoses III, moeder van zijn opvolger, zij was de dochter van de goddelijke aanbidster van Amon Huy
- Meritamen - dochter van Toetmoses III en Merytre-Hatsjepsut
- Tiaa - vrouw van Amenhotep II en moeder van Thoetmoses IV

(hiatus - toen de titel in onbruik raakte wegens politieke en religieuze veranderingen)
- Sitre - vrouw van Ramses I, moeder van Seti I, gebruik van de titel hernomen na hiatus door Amenhotep II opgelegd
- (Mut-)Tuy - vrouw van Seti I en moeder van Ramses II
- Nefertari-Merymut - vrouw van Ramses II, Nefertari zou de facto godsvrouw zijn geweest; deze theorie steunt op epitheta in haar graftombe, op scarabeeën, of een fragment van een beeld uit Dendera (PM V, 115), insignes en de aanduiding van het koningskoppel als incarnatie op aarde van het goddelijk koppel Amun(-Re) en Mut(-Hathor); Kichen meldt dat ze tweemaal als godsvrouw is geattesteerd in haar tombe QV66
- Tawosret - vrouw van Seti II, regent voor Siptah
- Iset Ta-Hemdjert - vrouw van Ramses III
- (Dua)Tentopet - vrouw van Ramses IV, was een goddelijk aanbidster van Amon
- Aset - dochter van Ramses VI, ook met de titel van goddelijk aanbidster van Amon, stipulatie door Ramses voor de titeldraagster van godsvrouw om maagd te blijven en de machtsoverdracht te faciliteren door de dochter van de volgende farao te adopteren
- Tyti - mogelijk de vrouw van Ramses X
- Maatkare (prenomen: Mutemhat) - dochter van Pinudjem I en Henuttawy Q
- Henuttawy - dochter van Isetemkheb IV en Pinudjem II
- Karomama Meritmoet (prenomen: Sitamen Mutemhat) - mogelijk een dochter van Osorkon II
- (?) Tashakheper - dochter van Osorkon II, zou de godsvrouw kunnen zijn die gedurende het bewind van Takelot III wordt genoemd
- Sjepenoupet I (prenomen: Khnemet-ib-amun) - dochter van Osorkon III en Karoatjet, diende als godsvrouw van Amon vanaf het begin van haar vaders bewind en adopteerde Amenirdis I
- Amenirdis I (prenomen: Khaneferumut) - dochter van Kasjta, diende doorheen het bewind van Shabaka en Shabataka
- Sjepenoepet II (prenomen: Henut-neferumut-iryetre) - dochter van Piye, diende als godsvrouw vanaf het bewind van Taharqa tot na jaar 9 van Psamtik I
- Amenirdis II - dochter van Taharqa, geadopteerd door Sjepenoepet II, werd mogelijk gepasseerd na de dood van Sjepenoepet II waarbij de positie aan Nitokris I werd doorgegeven
- Nitokris I Sjepenoepet III (prenomen: Nebetneferumut) - dochter van Psamtik I
- Ankhnesneferibre (prenomen: Hekatneferumut) - dochter van Psamtik II, geadopteerd door Nitokris I, werd Godsvrouw van Amon in jaar 4 van het bewind van haar broer Wahibre
- Nitokris II - dochter van Ahmose II en Ankhenesneferibre’s bedoelde opvolger, diende waarschijnlijk nooit vanwege de Perzische invasie